# Undergraduate Texts in Mathematics
Undergraduate Texts in Mathematics (UTM) ist eine Reihe von Mathematiklehrbüchern des Springer-Verlags einführenden Charakters. Daneben gibt es im selben Verlag die fortgeschrittenerer Reihe Graduate Texts in Mathematics, das Niveau ist aber häufig überlappend. Der erste Band erschien 1974. Herausgeber waren damals Paul R. Halmos (selbst durch seine herausragenden Lehrbücher bekannt) und Frederick W. Gehring.
Herausgeber sind Sheldon Axler und Kenneth Ribet (2016).
Eine der UTM-Serie ähnliche monografische Reihe, sind die Undergraduate Texts in Mathematics and Technology.

## Bücher in der Reihe Undergraduate Texts in Mathematics
Sortierung nach Erscheinungsjahr.
- Paul R. Halmos: Finite-Dimensional Vector Spaces, 1974. ISBN 978-0-387-90093-3
- Paul R. Halmos: Lectures on Boolean algebras, 1974. ISBN 978-0-387-90094-0
- Paul R. Halmos: Naive Set Theory, 1974. ISBN 978-0-387-90092-6
- George E. Martin: The Foundations of Geometry and the Non-Euclidean Plane, 1975. ISBN 978-1-4612-5727-1
- John G. Kemeny, J. Laurie Snell: Finite Markov Chains: With a New Appendix: Generalization of a Fundamental Matrix, 1976. ISBN 978-0-387-90192-3
- Isadore M. Singer, John A. Thorpe: Lecture Notes on Elementary Topology and Geometry, 1976. ISBN 978-0-387-90202-9
- Tom M. Apostol: Introduction to Analytic Number Theory, 1976. ISBN 978-0-387-90163-3
- Laurence E. Sigler: Algebra, 1976. ISBN 978-0-387-90195-4
- Wendell Fleming: Functions of Several Variables, 1977. ISBN 978-0-387-90206-7
- Fred H. Croom: Basic Concepts of Algebraic Topology, 1978, ISBN 978-0-387-90288-3
- Edward J. LeCuyer: Introduction to College Mathematics with A Programming Language, 1978. ISBN 978-0-387-90280-7
- Edward Duda, Gordon Thomas Whyburn: Dynamic Topology, 1979. ISBN 978-0-387-90358-3
- James Jantosciak, Walter Prenowitz: Join Geometries: A Theory of Convex Sets and Linear Geometry, 1979. ISBN 978-0-387-90340-8
- Jerome Malitz:  Introduction to Mathematical Logic: Set Theory - Computable Functions - Model Theory, 1979. ISBN 978-0-387-90346-0
- Robert Lee Wilson:  Much Ado About Calculus: A Modern Treatment with Applications Prepared for Use with the Computer, 1979. ISBN 978-0-387-90347-7
- John A. Thorpe: Elementary Topics in Differential Geometry, 1979. ISBN 978-0-387-90357-6
- Joel Franklin: Methods of Mathematical Economics: Linear and Nonlinear Programming. Fixed-Point Theorems, 1980. ISBN 978-0-387-90481-8
- Jack Macki, Aaron Strauss: Introduction to Optimal Control Theory, 1981. ISBN 978-0-387-90624-9
- L. R. Foulds: Optimization Techniques: An Introduction, 1981. ISBN 978-0-387-90586-0
- Emanuel Fischer: Intermediate Real Analysis, 1982. ISBN 978-0-387-90721-5
- George E. Martin: Transformation Geometry: An Introduction to Symmetry, 1982. ISBN 978-0-387-90636-2
- George E. Martin: The Foundations of Geometry and the Non-Euclidean Plane, 1983. ISBN 978-0-387-90694-2
- David R. Owen: A First Course in the Mathematical Foundations of Thermodynamics, 1983. ISBN 978-0-387-90897-7
- Kennan T. Smith: Primer of Modern Analysis: Directions for Knowing All Dark Things, Rhind Papyrus, 1800 B.C., 1983. ISBN 978-0-387-90797-0
- Mark A. Armstrong: Basic Topology, 1983. ISBN 978-0-387-90839-7
- Jacques Dixmier: General Topology, 1983. ISBN 0-387-90972-9
- Charles B. Morrey, Murray H. Protter: Intermediate Calculus, 1984. ISBN 978-0-387-96058-6
- Charles W. Curtis: Linear Algebra: An Introductory Approach, 1984. ISBN 978-0-387-90992-9
- Rodney David Driver: Why Math? 1984. ISBN 978-0-387-90973-8
- L. R. Foulds: Combinatorial Optimization for Undergraduates, 1984. ISBN 978-0-387-90977-6
- Klaus Jänich: Topology, 1984. ISBN 978-0-387-90892-2
- Hans Opolka, Winfried Scharlau: From Fermat to Minkowski: Lectures on the Theory of Numbers and Its Historical Development, 1985. ISBN 978-0-387-90942-4
- Jerrold Marsden, Alan Weinstein: Calculus I, 1985. ISBN 978-0-387-90974-5
- Jerrold Marsden, Alan Weinstein: Calculus II, 1985. ISBN 978-0-387-90975-2
- Jerrold Marsden, Alan Weinstein: Calculus III, 1985. ISBN 978-0-387-90985-1
- Serge Lang: Introduction to Linear Algebra, 1985. ISBN 978-0-387-96205-4
- Dennis Stanton, Dennis White: Constructive Combinatorics, 1986. ISBN 978-0-387-96347-1
- Gabriel Klambauer: Aspects of Calculus, 1986. ISBN 978-0-387-96274-0
- Serge Lang: A First Course in Calculus, 5. Auflage, 1986. ISBN 978-0-387-96201-6
- Ioan James: Topological and Uniform Spaces, 1987. ISBN 978-0-387-96466-9
- Serge Lang: Calculus of Several Variables, 1987. ISBN 978-0-387-96405-8
- Serge Lang: Linear Algebra, 1987. ISBN 978-0-387-96412-6
- Anthony L. Peressini, Francis E. Sullivan, J. J. Uhl Jr.: The Mathematics of Nonlinear Programming, 1988. ISBN 978-0-387-96614-4
- Pierre Samuel: Projective Geometry, 1988. ISBN 978-0-387-96752-3
- Mark A. Armstrong: Groups and Symmetry, 1988. ISBN 978-0-387-96675-5
- Pierre Brémaud: An Introduction to Probabilistic Modeling, 1988. ISBN 978-0-387-96460-7
- David Bressoud: Factorization and Primality Testing, 1989. ISBN 978-0-387-97040-0
- Louis Brickman: Mathematical Introduction to Linear Programming and Game Theory, 1989. ISBN 978-0-387-96931-2
- James K. Strayer: Linear Programming and Its Applications, 1989. ISBN 978-0-387-96930-5
- Francis J. Flanigan, Jerry Kazdan: Calculus Two: Linear and Nonlinear Functions, 2. Auflage 1990, ISBN 978-0-387-97388-3
- Gérard Iooss, Daniel D. Joseph: Elementary Stability and Bifurcation Theory, 2. Auflage 1990. ISBN 978-0-387-97068-4
- Karl-Heinz Hoffmann, Günther Hämmerlin: Numerical Mathematics, 1991. ISBN 978-0-387-97494-1
- Charles B. Morrey, Murray Protter: A First Course in Real Analysis, 2. Auflage 1991. ISBN 978-0-387-97437-8
- David Bressoud: Second Year Calculus: From Celestial Mechanics to Special Relativity, 1991. ISBN 978-0-387-97606-8
- Richard S. Millman, George D. Parker: Geometry: A Metric Approach with Models, 2. Auflage 1991. ISBN 978-0-387-97412-5
- Bruce P. Palka: An Introduction to Complex Function Theory, 1991. ISBN 978-0-387-97427-9
- Thomas Banchoff, John Wermer: Linear Algebra Through Geometry, 2. Auflage 1992. ISBN 978-0-387-97586-3
- Keith Devlin: The Joy of Sets: Fundamentals of Contemporary Set Theory, 2. Auflage 1993. ISBN 978-0-387-94094-6
- Christine L. Kinsey: Topology of Surfaces, 1993. ISBN 978-0-387-94102-8
- Robert J. Valenza: Linear Algebra: An Introduction to Abstract Mathematics, 1993. ISBN 978-0-387-94099-1
- Heinz-Dieter Ebbinghaus, J. Flum, W. Thomas: Mathematical Logic, 2. Auflage 1994. ISBN 978-0-387-94258-2
- Sterling K. Berberian: A First Course in Real Analysis, 1994. ISBN 978-0-387-94217-9
- Klaus Jänich: Linear Algebra, 1994. ISBN 978-0-387-94128-8
- George Pedrick: A First Course in Analysis, 1994. ISBN 978-0-387-94108-0
- John Stillwell: Elements of Algebra: Geometry, Numbers, Equations, 1994. ISBN 978-0-387-94290-2
- W. S. Anglin: Mathematics: A Concise History and Philosophy, 1994. ISBN 978-0-387-94280-3
- James G. Simmonds: A Brief on Tensor Analysis, 2. Auflage 1994. ISBN 978-0-387-94088-5
- W. S. Anglin, J. Lambek: The Heritage of Thales, 1995. ISBN 978-0-387-94544-6
- Richard Isaac: The Pleasures of Probability, 1995. ISBN 978-0-387-94415-9
- George R. Exner: An Accompaniment to Higher Mathematics, 1996. ISBN 978-0-387-94617-7
- John L. Troutman: Variational Calculus and Optimal Control: Optimization with Elementary Convexity, 2. Auflage 1996. ISBN 978-0-387-94511-8
- Andrew Browder: Mathematical Analysis: An Introduction, 1996. ISBN 978-0-387-94614-6
- Gerard Buskes, Arnoud Van Rooij: Topological Spaces: From Distance to Neighborhood, 1997. ISBN 978-0-387-94994-9
- Benjamin Fine, Gerhard Rosenberger: The Fundamental Theorem of Algebra, 1997. ISBN 978-0-387-94657-3
- Alan F. Beardon: Limits: A New Approach to Real Analysis, 1997. ISBN 978-0-387-98274-8
- Hugh Gordon: Discrete Probability, 1997. ISBN 978-0-387-98227-4
- Steven Roman: Introduction to Coding and Information Theory, 1997. ISBN 978-0-387-94704-4
- Bharath Sethuraman: Rings, Fields, and Vector Spaces: An Introduction to Abstract Algebra via Geometric Constructibility, 1997. ISBN 978-0-387-94848-5
- Serge Lang: Undergraduate Analysis, 2. Auflage 1997. ISBN 978-0-387-94841-6
- Peter Hilton, Derek Holton, Jean Pedersen: Mathematical Reflections: In a Room with Many Mirrors, 1997. ISBN 978-0-387-94770-9
- George E. Martin: Geometric Constructions, 1998. ISBN 978-0-387-98276-2
- Murray Protter: Basic Elements of Real Analysis, 1998. ISBN 978-0-387-98479-7
- William McGowen Priestley: Calculus: A Liberal Art, 2. Auflage 1998. ISBN 978-0-387-98379-0
- David A. Singer: Geometry: Plane and Fancy, 1998. ISBN 978-0-387-98306-6
- Larry Smith: Linear Algebra, 3. Auflage 1998. ISBN 978-0-387-98455-1
- Rudolf Lidl, Günter Pilz: Applied Abstract Algebra, 2. Auflage 1998. ISBN 978-0-387-98290-8
- John Stillwell: Numbers and Geometry, 1998. ISBN 978-0-387-98289-2
- Reinhard Laubenbacher, David Pengelley: Mathematical Expeditions: Chronicles by the Explorers, 1999. ISBN 978-0-387-98434-6
- Michael W. Frazier: An Introduction to Wavelets Through Linear Algebra, 1999. ISBN 978-0-387-98639-5
- Joel L. Schiff: The Laplace Transform: Theory and Applications, 1999. ISBN 978-0-387-98698-2
- Bruce van Brunt, Michael Carter: The Lebesgue-Stieltjes Integral: A Practical Introduction, 2000. ISBN 978-0-387-95012-9
- George R. Exner: Inside Calculus, 2000. ISBN 978-0-387-98932-7
- Robin Hartshorne: Geometry: Euclid and Beyond, 2000. ISBN 978-0-387-98650-0
- James J. Callahan: The Geometry of Spacetime: An Introduction to Special and General Relativity, 2000. ISBN 978-0-387-98641-8
- Judith N. Cederberg: A Course in Modern Geometries, 2. Auflage 2001. ISBN 978-0-387-98972-3
- Theodore W. Gamelin: Complex Analysis, 2001. ISBN 978-0-387-95093-8
- Klaus Jänich: Vector Analysis, 2001. ISBN 978-0-387-98649-4
- George E. Martin: Counting: The Art of Enumerative Combinatorics, 2001. ISBN 978-0-387-95225-3
- Peter Hilton, Derek Holton, Jean Pedersen: Mathematical Vistas: From a Room with Many Windows, 2001. ISBN 978-0-387-95064-8
- Karen Saxe: Beginning Functional Analysis, 2002. ISBN 978-0-387-95224-6
- Serge Lang: Short Calculus: The Original Edition of “A First Course in Calculus”, 2002. ISBN 978-0-387-95327-4
- Donald Estep: Practical Analysis in One Variable, 2002. ISBN 978-0-387-95484-4
- Gabor Toth: Glimpses of Algebra and Geometry, 2. Auflage 2002, ISBN 978-0-387-95345-8
- Farid Aitsahlia, Kai Lai Chung: Elementary Probability Theory: With Stochastic Processes and an Introduction to Mathematical Finance, 4. Auflage 2003. ISBN 978-0-387-95578-0
- Paul Erdös, Janos Suranyi: Topics in the Theory of Numbers, 2003. ISBN 978-0-387-95320-5
- László Lovász, J. Pelikán, K. Vesztergombi: Discrete Mathematics: Elementary and Beyond, 2003. ISBN 978-0-387-95584-1
- John Stillwell: Elements of Number Theory, 2003. ISBN 978-0-387-95587-2
- Johannes Buchmann; Introduction to Cryptography, 2. Auflage 2004. ISBN 978-0-387-21156-5.
- Ronald S. Irving: Integers, Polynomials, and Rings: A Course in Algebra, 2004. ISBN 978-0-387-40397-7
- Clay C. Ross: Differential Equations: An Introduction with Mathematica, 2. Auflage 2004. ISBN 978-0-387-21284-5
- Paul Cull, Mary Flahive, Robby Robson: Difference Equations: From Rabbits to Chaos, 2005. ISBN 978-0-387-23233-1
- Antoine Chambert-Loir: A Field Guide to Algebra, 2005. ISBN 978-0-387-21428-3
- Saber Elaydi: An Introduction to Difference Equations, 3. Auflage 2005. ISBN 978-0-387-23059-7
- Serge Lang: Undergraduate Algebra, 3. Auflage 2005. ISBN 978-0-387-22025-3
- Stephenie Frank Singer: Linearity, Symmetry, and Prediction in the Hydrogen Atom, 2005. ISBN 978-0-387-24637-6
- John Stillwell: The Four Pillars of Geometry, 2005. ISBN 978-0-387-25530-9
- Sudhir R. Ghorpade, Balmohan V. Limaye: A Course in Calculus and Real Analysis, 2006, 2019. ISBN 978-0-387-30530-1
- Sudhir R. Ghorpade, Balmohan V. Limaye: A Course in Calculus and Real Analysis, 2021. ISBN 978-3-030-01399-8
- Robert Bix: Conics and Cubics: A Concrete Introduction to Algebraic Curves, 2. Auflage 2006. ISBN 978-0-387-31802-8
- Yiannis Moschovakis: Notes on Set Theory, 2. Auflage 2006. ISBN 978-0-387-28722-5
- Art Knoebel, Reinhard Laubenbacher, Jerry Lodder, David Pengelley: Mathematical Masterpieces: Further Chronicles by the Explorers, 2007. ISBN 978-0-387-33060-0
- Thomas S. Shores: Applied Linear Algebra and Matrix Analysis, 2007. ISBN 978-0-387-33194-2
- John M. Harris, Jeffrey L. Hirst, Michael Mossinghoff: Combinatorics and Graph Theory, 2. Auflage 2008, ISBN 978-0-387-79710-6
- John Stillwell: Naive Lie Theory, 2008. ISBN 978-0-387-78214-0
- Ernst Hairer, Gerhard Wanner: Analysis by its History, 2008 (zuerst 1996). ISBN 978-0-387-94551-4
- Gerald Edgar: Measure, Topology, and Fractal Geometry, 2. Auflage 2008. ISBN 978-0-387-74748-4
- James Herod,  Ronald W. Shonkwiler: Mathematical Biology: An Introduction with Maple and Matlab, 2. Auflage 2009. ISBN 978-0-387-70983-3
- Frank Mendivil, Ronald W. Shonkwiler: Explorations in Monte Carlo Methods, 2009. ISBN 978-0-387-87836-2
- William A. Stein: Elementary Number Theory: Primes, Congruences, and Secrets: A Computational Approach, 2009. ISBN 978-0-387-85524-0
- Lindsay N. Childs: A Concrete Introduction to Higher Algebra, 3. Auflage 2009. ISBN 978-0-387-74527-5
- Paul R. Halmos, Steven Givant: Introduction to Boolean Algebras, 2009. ISBN 978-0-387-40293-2
- Joseph Bak, Donald J. Newman: Complex Analysis, 3. Auflage 2010. ISBN 978-1-4419-7287-3
- Matthias Beck, Ross Geoghegan: The Art of Proof: Basic Training for Deeper Mathematics, 2010. ISBN 978-1-4419-7022-0
- James J. Callahan: Advanced Calculus: A Geometric View, 2010. ISBN 978-1-4419-7331-3
- Glenn Hurlbert: Linear Optimization: The Simplex Workbook, 2010. ISBN 978-0-387-79147-0
- John Stillwell: Mathematics and Its History, 3. Auflage 2010. ISBN 978-1-4419-6052-8
- John Stillwell: Mathematics and Its History, Neuauflage knüpft an 3. Auflage an, 2020. ISBN 978-3-030-55192-6
- Sudhir R. Ghorpade, Balmohan V. Limaye: A Course in Multivariable Calculus and Analysis, 2010. ISBN 978-1-4419-1620-4
- Kenneth R. Davidson, Allan P. Donsig: Real Analysis and Applications: Theory in Practice, 2010. ISBN 978-0-387-98097-3
- Ulrich Daepp, Gorkin Pamela: Reading, Writing, and Proving: A Closer Look at Mathematics, 2. Auflage 2011. ISBN 978-1-4419-9478-3
- Ethan D. Bloch: Proofs and Fundamentals: A First Course in Abstract Mathematics, 2. Auflage 2011. ISBN 978-1-4419-7126-5
- William A. Adkins, Mark G. Davidson: Ordinary Differential Equations, 2012. ISBN 978-1-4614-3617-1
- Alexander Ostermann, Gerhard Wanner: Geometry by Its History, 2012. ISBN 978-3-642-29163-0
- Peter Petersen: Linear Algebra, 2012. ISBN 978-1-4614-3612-6
- Steven Roman: Introduction to the Mathematics of Finance: Arbitrage and Option Pricing. 2012. ISBN 978-1-4614-3582-2
- Larry J. Gerstein: Introduction to Mathematical Structures and Proofs, 2. Auflage 2012. ISBN 978-1-4614-4264-6
- Robert J. Vanderbei, Erhan Çinlar: Real and Convex Analysis, 2013. ISBN 978-1-4614-5256-0
- Bela Bajnok: An Invitation to Abstract Mathematics, 2013. ISBN 978-1-4614-6635-2
- Andrew McInerney: First Steps in Differential Geometry, 2013. ISBN 978-1-4614-7731-0
- Kenneth A. Ross: Elementary Analysis: The Theory of Calculus, 2013. ISBN 978-1-4614-6270-5
- Richard P. Stanley: Algebraic Combinatorics: Walks, Trees, Tableaux and More, 2013, 2018. ISBN 978-1-4614-6997-1
- John Stillwell: The Real Numbers: An Introduction to Set Theory and Analysis, 2013. ISBN 978-3-319-01576-7
- John B. Conway: A Course in Point Set Topology, 2014. ISBN 978-3-319-02367-0
- Peter J. Olver: Introduction to Partial Differential Equations, 2014. ISBN 978-3-319-02098-3
- Peter R. Mercer: More Calculus of a Single Variable, 2014. ISBN 978-1-4939-1925-3
- Jeffrey Hoffstein, Jill Pipher, Joseph H. Silverman: An Introduction to Mathematical Cryptography, 2. Auflage 2014. ISBN 978-1-4939-1710-5
- Daniel Rosenthal, David Rosenthal, Peter Rosenthal: A Readable Introduction to Real Mathematics, 2014, 2018, 2021. ISBN 978-3-030-00631-0
- Maria Shea Terrell, Peter Lax: Calculus with Applications, 2. Auflage 2014. ISBN 978-1-4614-7945-1
- Sheldon Axler: Linear Algebra Done Right, 3. Auflage 2015. ISBN 978-3-319-11079-0
- Matthias Beck, Sinai Robins: Computing the Continuous Discretely: Integer-point Enumeration in Polyhedra, 2. Auflage 2015. ISBN 978-1-4939-2968-9
- Miklós Laczkovich, Vera T. Sós: Real Analysis: Foundations and Functions of One Variable, 2015. ISBN 978-1-4939-2765-4
- Charles C. Pugh: Real Mathematical Analysis, 2. Auflage 2015. ISBN 978-3-319-17770-0
- David J. Logan: A First Course in Differential Equations, 3. Auflage 2015. ISBN 978-3-319-17851-6
- Joseph H. Silverman, John T. Tate: Rational Points on Elliptic Curves, 2. Auflage 2015. ISBN 978-3-319-18587-3
- Charles Little, Teo Kee, Bruce van Brunt: Real Analysis via Sequences and Series, 2015. ISBN 978-1-4939-2650-3
- Stephen Abbott: Understanding Analysis, 2. Auflage 2015, ISBN 978-1-4939-2711-1
- David A. Cox, John B. Little, Donal O’Shea: Ideals, Varieties, and Algorithms: An Introduction to Computational Algebraic Geometry and Commutative Algebra, 4. Auflage 2015. ISBN 978-3-319-16720-6
- David J. Logan: Applied Partial Differential Equations, 3. Auflage 2015. ISBN 978-3-319-12492-6
- Kristopher Tapp: Differential Geometry of Curves and Surfaces, 2016. ISBN 978-3-319-39798-6
- Omar Hijab: Introduction to Calculus and Classical Analysis, 4. Auflage 2016. ISBN 978-3-319-28399-9
- Jerry Shurman:. Calculus and Analysis in Euclidean Space, 2016. ISBN 978-3-319-49312-1
- Miklós Laczkovich, Vera T. Sós: Real Analysis: Series, Functions of Several Variables, and Applications, 2017. ISBN 978-1-4939-7367-5.
- Peter D. Lax, Maria Shea Terrell: Multivariable Calculus with Applications, 2017. ISBN 978-3-319-74072-0.
- Paul Loya: Amazing and Aesthetic Aspects of Analysis, 2016. ISBN 978-1-4939-6793-3.
- Nakhlé H. Asmar, Loukas Grafakos: Complex Analysis with Applications, 2018. ISBN 978-3-319-94063-2
- Peter J. Olver, Cherzad Shakiban: Applied Linear Algebra, 2018. ISBN 978-3-319-91041-3
- Ramin Takloo-Bighash: A Pythagorean Introduction to Number Theory: Right Triangles, Sums of Squares and Arithmetic, 2018, 2021. ISBN 978-3-030-02604-2
- Donald G. Saari: Mathematics of Finance; An Intuitive Introduction, 2019. ISBN 978-3-030-25443-8
- T. K. Petersen: Inquiry-based Enumerative Combinatorics: One, Two, Skip a Few... Ninety-Nine, One Hundred, 2019. ISBN 978-3-030-18307-3
- Calvin Jongsma: Introduction to Discrete Mathematics via Logic and Proof, 2020. ISBN 978-3-030-25357-8
- Nam-Hoon Lee: Geometry: from Isometries to Special Relativity, 2021. ISBN 978-3-030-42100-7
- Gabor Toth: Elements of Mathematics, 2021. ISBN 978-3-030-75050-3
- Béla Bajnok: An Invitation to Abstract Mathematics, 2021. ISBN 978-3-030-56173-4
- Cam McLeman, Erin McNicholas, Colin Starr: Explorations in Number Theory, 2022. ISBN 978-3-030-98930-9
- Sidney A. Morris, Arthur Jones, Kenneth R. Pearson: Abstract Algebra and Famous Impossibilities, 2022. ISBN 978-3-031-05697-0